# Triggiano
Triggiano község (comune) Olaszország Puglia régiójában, Bari megyében.

## Fekvése
Baritól délre a Murgia-fennsíkon fekszik.

## Története
A mai község területén 1466-ig Barihoz tartozó kis falvak álltak. Ezt követően szerveződött meg az önálló település. A lakosság számának gyors növekedéséhez hozzájárultak a 16. században a vidékre érkező albán menekültek. 1543-ban a Sforza-család, majd 1557-ben a Pappacoda-család birtokába került, akik a feudalizmus megszűnéséig megtartották.

## Népessége
A lakosság számának alakulása:

## Főbb látnivalói
- Santa Maria Veterana-templom